# Schulgan-Tasch
Schulgan-Tasch (russisch Шульган-Таш, baschkirisch Шүлгәнташ/Schülgäntasch) ist ein 225 Quadratkilometer großes Naturreservat (Sapowednik) im Uralgebirge in der Republik Baschkortostan, die zu Russland gehört. Bekannt ist Schulgan-Tasch vor allem für ein großes Höhlensystem mit steinzeitlichen Höhlenmalereien aus Ocker und Kohle. Hierbei soll es sich nach lokalen Quellen um die am besten erhaltenen derartigen Malereien Osteuropas handeln. An der Oberfläche ist Schulgan-Tasch zu 92 % bewaldet, die Flora enthält zahlreiche geschützte und endemische Pflanzenarten. Es findet ein wachsender Tourismus nach Schulgan-Tasch (23.000 Besucher im Jahr 2008) statt. Präsentiert wird im Reservat auch die in Russland bekannte baschkirische Bienenzucht.